# العصر الحديدي في بريطانيا
خطأ لوا في وحدة:Navbar على السطر 58: عنوان غير صحيح العصر الحديدي.
العصر الحديدي البريطاني هو الاسم التقليدي المستخدم في علم الآثار في بريطانيا العظمى للإشارة إلى عصور ما قبل التاريخ، وفترة ما بعد التاريخ لثقافة العصر الحديدي للجزيرة الرئيسية والجزر الأصغر، وعادة ما تُستثنى أيرلندا ما قبل التاريخية، لأنها كانت لديها ثقافة مستقلة خاصة بها في العصر الحديدي. المرحلة الموازية لعلم الآثار الأيرلندية تُسمى العصر الحديدي الأيرلندي. إن العصر الحديدي ليس طبقة أركيولوجية مكونة من قطع أثرية شائعة، ولكنه يعد مرحلة ثقافية متنوعة محليًا.
استمر العصر الحديدي البريطاني من الناحية النظرية من أول استخدام ذو أهمية للحديد في الأدوات والأسلحة في بريطانيا، إلى الكتابة بالحروف اللاتينية (الروْمنة) في النصف الجنوبي من الجزيرة. يُطلق على الثقافة التي تحولت إلى الرومانية اسم بريطانيا الرومانية، وهي التي حلت محل العصر الحديدي البريطاني. انتهى العصر الحديدي الأيرلندي بصعود المسيحية.
غالبًا ما تُعتبر القبائل التي عاشت في بريطانيا خلال هذا الوقت جزءًا من الثقافة الكلتية الواسعة الانتشار، ولكن هذا موضع خلاف في السنوات الأخيرة. كحد أدنى، يعتبر مصطلح «كلتي» مصطلحًا لغويًا دون تضمين وحدة ثقافية مستمرة تربط الغال بالجزر البريطانية طوال العصر الحديدي. تنتمي اللغات البريثونية المُتحدث بها في بريطانيا في هذا الوقت، بالإضافة إلى لغات أخرى مثل اللغات الجودية، والغالية في أيرلندا المجاورة وبلاد الغال على التوالي، إلى المجموعة المعروفة باسم اللغات السلتية. ومع ذلك، لا يمكن افتراض أن ميزات ثقافية معينة موجودة في إحدى الثقافات الناطقة باللغة الكلتية يمكن تقديرها استقرائيًا للآخرين.

## التحقيب
في الوقت الحاضر، أُجريت أكثر من 100 عملية استكشاف واسعة النطاق لمواقع العصر الحديدي، والتي يرجع تاريخها إلى القرن الثامن قبل الميلاد إلى القرن الأول الميلادي، وتتداخل مع العصر البرونزي في القرن الثامن قبل الميلاد. حُصل على المئات من تواريخ الكربون المشع وعُويرت على أربع منحنيات مختلفة، الأكثر دقة منها هي المعتمدة على قياس تسلسل حلقات الأشجار.
تمتد نهاية العصر الحديدي إلى الإمبراطورية الرومانية المبكرة للغاية وفقًا للنظرية القائلة بأن التحول إلى الكتابة بالحروف اللاتينية تتطلب بعض الوقت حتى تصبح نافذة المفعول. في أجزاء من بريطانيا التي لم تكن تحولت إلى اللاتينية مثل اسكتلندا، امتدت هذه الفترة فيها لمدة أطول قليلاً حتى القرن الخامس. ربما يكون الجغرافي الأقرب إلى عام 100 قبل الميلاد هو بطليموس. بينما كان بليني وسترابو أكبر سناً بقليل (وبالتالي أكثر معاصرة)، لكن بطليموس يعطي أكبر قدر من التفاصيل (وأقل تنظير).

## معتقدات العصر الحديدي البريطاني
وصف الرومان مجموعة متنوعة من الآلهة التي عبدها شعب شمال غرب أوروبا. لمس باري كونليف الانقسام بين مجموعة واحدة من الآلهة المتعلقة بالذكورة، والسماء، والقبائل الفردية، ومجموعة ثانية من الآلهة المتعلقة بالارتباط بالخصوبة، والأرض، والعالمية التي تجاوزت الاختلافات القبلية. كان للآبار والينابيع روابط إلهية أنثوية جسدتها الإلهة سوليس التي كانت تُعبد في باث. لاحظ أيضًا التشابه في كتاب «حياة أجريكولا» لتاسيتس بين الممارسات الدينية والطقوس لكل من البريطانيين قبل الرومان، وشعب الغال.
دارت الممارسات الدينية حول القرابين والتضحيات، التي كانت أحيانًا أضاحٍ بشرية، ولكن الأغلب كانت تنطوي على الذبح الطقسي للحيوانات أو ترسيب المعادن، وخاصة غنائم الحرب. عُثر على أسلحة وأغطية خيول مزركشة غارقة في بحيرة لين كيريج باك في جزيرة أنغلزي، وتُفسر على أنها كانت قرابين نذرية أُلقيت في البحيرة. كما استردت العديد من الأسلحة من الأنهار، خاصة نهر التمز، بالإضافة إلى نهري ترينت، وتاين. تُفسر بعض الكنوز المدفونة من المجوهرات على أنها هدايا لآلهة الأرض.
كما وجد في حفر تخزين الحبوب المهجورة ونهايات الخنادق ما يبدو أنه ودائع موضوعة عن عمد، وظهر فيها ميل إلى دفن الخيول، والكلاب، والغربان. كانت الجثث في الأغلب مشوهة، ويُعتقد أن بعض الجثث البشرية الموجودة في قيعان هذه الحفر، مثل تلك الموجودة في دانيبوري، كانت أيضًا جزءًا من الطقوس.
تخبرنا نصوص قيصر أن كهنة بريطانيا كانوا درويديين، وهي نخبة دينية تتمتع بسلطة مقدسة وعلمانية كبيرة. يبدو أن بريطانيا العظمى كانت مقر الديانة الدرويدية، ويلقي تقرير تاسيتس عن الغارة اللاحقة على أنجليسي بقيادة سيتونيوس بولينوس بعض الضوء على طبيعتها. لا توجد أي أدلة أثرية متبقية من درويديرا اليوم، على الرغم من أن عددًا من المدافن المزينة بزخارف طقسية والتي وُجدت في كنت قد تشير إلى الطابع الديني لها.
عمومًا، فإن الرأي التقليدي هو أن الدين كان يُمارس في البيئات الطبيعية في الهواء الطلق. يذكر غيلداس في كتابه «دمار بريطانيا»: «تلك الأصنام الشيطانية في بلدي، والتي تجاوزت تقريبًا عددها في مصر، والتي ما زلنا نرى بعضًا منها يتحلل داخل المعابد المهجورة أو خارجها، بملامحها القاسية والمشوهة كما كان معتادًا». ومع ذلك، يبدو أن العديد من المواقع التي تُفسر على أنها أضرحة من العصر الحديدي تتناقض مع هذا الرأي الذي قد نشأ من الرومانسية الفيكتورية، ولاحقًا من الرومانسية الكلتية. تُفسر بعض المواقع مثل جزيرة هايلينج في هامبشاير، والتي عُثر عليها أثناء أعمال بناء مطار هيثرو، على أنها قد بُنيت بهدف أن تصبح أضرحة. كان مثال جزيرة هايلينج عبارة عن مبنى خشبي دائري يقع داخل منطقة مستطيلة، وأُعيد بنائه من الحجر كمعبد روماني-بريطاني في القرن الأول الميلادي لنفس الهدف. كان معبد هيثرو عبارة عن سيلا صغيرة محاطة بحلقة من حفر أساس بناء ما يعتقد أنه كان ممشى مسقوفًا والذي يشبه إلى حد كبير المعابد الرومانية-الكلتية الموجودة في أماكن أخرى في أوروبا. بالمثل فُسرت بنية مستطيلة في دانيبوري، وتسلسل لمبانٍ ذات ستة أعمدة تطل على مدافن للعجول، وبلغت ذروتها في مبنى مستطيل قائم على خندق في قلعة كادبوري بسومرست. ارتبط مثال آخر في سيجويلز مطلًا على قلعة كادبوري، بالأعمال المعدنية، والدفن الحيواني الكامل، والجزئي في الجزء الشرقي منه. ومع ذلك، عُثر على أدلة على ضريح تواجد في الهواء الطلق في هالاتون، ليسترشاير. دُفن فيه مجموعة من الأشياء المعروفة باسم «كنز هالاتون» في حفرة في أوائل القرن الأول الميلادي. الدليل الإنشائي الوحيد هو عبارة عن حواجز خشبية بُنيت في الخندق.
يبدو أن الموت في العصر الحديدي البريطاني قد أنتج سلوكيات مختلفة في المناطق المختلفة. كان حرق الجثث وسيلة شائعة للتخلص من الموتى، على الرغم من أن مدافن العربات، وغيرها من طرق الدفن الخاصة بثقافة أراس في إيست يوركشاير، وطريقة سيست للدفن في كورنوال، تثبت أنها لم تكن منتشرة في كل مكان. في دورست، يبدو أن الدورستيين امتلكوا مقابر صغيرة للدفن فيها، كان في بعضها أحيانًا مرفقات جنائزية لذوي الرتب العالية. في الواقع، فإن النقص العام في الآثار المستخرجة التي تعود إلى العصر الحديدي يجعل من الصعب تكوين أي استنتاجات. اقترح أن الاجتلام كان سببًا لعدم وجود أي أدلة دفنية، لأن بقايا الموتى كان يتم تفريقها إما بشكل طبيعي، أو عن طريق وكالة بشرية.